# Lijst van landen naar regeringsvorm
Dit is een lijst van landen gerangschikt naar de regeringsvorm.

## Presidentiële republieken
Dit zijn landen waar een president het hoofd is van de uitvoerende macht en onafhankelijk is van de wetgevende macht. 
| - Algerije - Angola - Argentinië - Azerbeidzjan - Benin - Bolivia - Botswana - Brazilië - Burkina Faso - Burundi - Centraal-Afrikaanse Republiek - Chili - Colombia - Comoren - Congo-Brazzaville - Congo-Kinshasa - Costa Rica - Cyprus - Djibouti - Dominicaanse Republiek - Ecuador - Egypte - El Salvador - Equatoriaal-Guinea | - Filipijnen - Finland - Frankrijk - Gabon - Gambia - Ghana - Guatemala - Guinee-Bissau - Guinee-Conakry - Guyana - Honduras - Indonesië - Ivoorkust - Jemen - Kaapverdië - Kameroen - Kazachstan - Kenia - Kiribati - Kirgizië - Libanon - Liberia - Madagaskar - Malawi | - Maldiven - Mali - Marshalleilanden - Mauritanië - Mexico - Micronesia - Moldavië - Montenegro - Mozambique - Namibië - Nauru - Nicaragua - Niger - Nigeria - Oeganda - Oekraïne - Oezbekistan - Pakistan - Palau - Palestina - Panama - Paraguay - Peru - Rusland - Rwanda | - San Marino - Sao Tomé en Principe - Senegal - Seychellen - Sierra Leone - Sri Lanka - Soedan - Suriname - Tadzjikistan - Taiwan - Tanzania - Togo - Tsjaad - Turkije - Uruguay - Venezuela - Verenigde Staten - Westelijke Sahara - Wit-Rusland - Zambia - Zimbabwe - Zuid-Afrika - Zuid-Korea - Zuid-Soedan - Zwitserland |

## Parlementaire republieken
Dit zijn landen waar een eerste minister het hoofd is van de uitvoerende macht en tevens van de wetgevende macht. Er is ook een president die symbolisch de rol van  staatshoofd vervult. 
| - Albanië - Armenië - Bangladesh - Bosnië en Herzegovina - Bulgarije - Dominica - Duitsland - Estland - Ethiopië - Fiji - Georgië - Griekenland | - Hongarije - Ierland - IJsland - India - Irak - Israël - Italië - Kosovo - Kroatië - Letland | - Litouwen - Malta - Mauritius - Mongolië - Nepal - Noord-Macedonië - Oostenrijk - Oost-Timor - Polen - Portugal | - Roemenië - Servië - Singapore - Slowakije - Slovenië - Trinidad en Tobago - Tsjechië - Tunesië - Vanuatu |

## Constitutionelemonarchieën
Dit zijn landen waar een eerste minister het hoofd is van de uitvoerende macht, de regering. De eerste minister moet verantwoording afleggen aan  de wetgevende macht, het parlement. Het staatshoofd is een constitutionele monarch die alleen macht heeft met de toestemming van de regering.
- Andorra
- België
- Cambodja
- Denemarken
- Japan
- Lesotho
- Luxemburg
- Maleisië
- Koninkrijk der Nederlanden
- Noorwegen
- Samoa
- Spanje
- Thailand
- Verenigd Koninkrijk
- Zweden

Zie ook: Lijst van monarchieën

### Half-constitutionele monarchieën
Dit zijn landen waar een eerste minister het hoofd is van de uitvoerende macht. Maar de monarch heeft aanzienlijke politieke macht die hij of zij onafhankelijk kan aanwenden.
- Bahrein
- Bhutan
- Jordanië
- Koeweit
- Liechtenstein
- Monaco
- Marokko
- Tonga
- Verenigde Arabische Emiraten

### Landen van hetKoninkrijk der Nederlanden
- Aruba
- Curaçao
- Nederland
- Sint Maarten

### Landen van hetVerenigd Koninkrijk
- Anguilla
- Bermuda
- Britse Maagdeneilanden
- Caymaneilanden
- Falklandeilanden
- Gibraltar
- Montserrat
- Pitcairneilanden
- Sint-Helena
- Turks- en Caicoseilanden

### Staten van hetGemenebest
Dit zijn constitutionele monarchieën waar koning Charles III het staatshoofd is met een onafhankelijke regering. De koning benoemt symbolisch een Gouverneur-Generaal die als staatshoofd figureert. De eerste minister is het hoofd van de uitvoerende macht en van de wetgevende macht.
- Antigua en Barbuda
- Australië
- Bahama's
- Belize
- Canada
- Grenada
- Jamaica
- Nieuw-Zeeland
- Papoea-Nieuw-Guinea
- Saint Kitts en Nevis
- Saint Lucia
- Saint Vincent en de Grenadines
- Salomonseilanden
- Tuvalu
- Verenigd Koninkrijk

## Absolute monarchieën
Dit zijn monarchieën waar de monarch het hoofd is van de uitvoerende macht en alle macht uitoefent. 
- Brunei
- Oman
- Qatar
- Saoedi-Arabië
- Swaziland

## Theocratieën
Het land erkent een staatsgodsdienst en het staatshoofd wordt aangeduid door een soort kerk of religieuze hiërarchie.
- Iran
- Vaticaanstad

## Een-partijstaten en geen-partijstaten
Niet-democratische landen waar de politieke macht geconcentreerd is in één enkele politieke partij waarvan de structuur versmolten is met de regeringshiërarchie.
- China
- Cuba
- Eritrea
- Laos
- Noord-Korea
- Turkmenistan
- Vietnam

## Militaire junta's
Het leger van het land controleert de regering en alle hoge politieke functionarissen zijn ook lid van de legerhiërarchie.
- Myanmar (Birma)
- Westelijke Sahara

## Transitioneel
Dit zijn staten waar het regeringssysteem in overgang of verwarring is en die op dit moment niet geklasseerd kunnen worden.
- Afghanistan
- Haïti
- Libië
- Somalië
- Syrië

## Staten met doorgeschoven macht
Staten waar de federale regering een deel van de macht doorgeschoven heeft naar regionale regeringen.
- België (Vlaanderen en Wallonië)
- Frankrijk (22 regio's)
- Italië (20 regio's, waarvan vijf met 'autonome' status)
- Spanje (17 autonome gemeenschappen)
- Verenigd Koninkrijk (Schotland, Noord-Ierland,  Engeland en Wales)
- De Russische federatie (85 deelgebieden)